# Marcel Cachin
Marcel Cachin (Paimpol, 20 september 1869 – Choisy-le-Roi, 12 februari 1958) was een Frans politicus voor de Franse Communistische Partij (PCF) en directeur van het dagblad L'Humanité.

## Biografie
Cachin sloot zich in 1891 aan bij de Parti Ouvrier Français van Jules Guesde en in 1905 bij de nieuwe Section française de l'Internationale ouvrière (SFIO). Hij werd in 1914 verkozen tot het Frans parlement vanuit het departement Seine. Cachin koos tijdens de Eerste Wereldoorlog kant voor de 'union sacrée', waarbij links in Frankrijk overeenkwam niet mee te gaan in de oorlog, maar de Franse staat ook niet aan te vallen of stakingen te organiseren. 
Hoewel hij zich in 1917 nog uitsprak tegen de bolsjewieken in Rusland, was Cachin in 1920 deel van de meerderheid van de socialistische militanten op het congres van Tours die ervoor kozen een Communistische Partij te stichten. Als redacteur van L'Humanité sinds 1918 en als zittend parlementslid – en de eerste communist in het parlement – was Cachin een van de leiders. 
Cachin was een voorstander van het volksfront, dat in 1936 tot stand kwam, en zetelde van 1935 tot 1940 in de Senaat. Hij was de kandidaat van de communisten voor de Franse presidentsverkiezingen van 1931, 1932 en 1939. Omdat de communisten het Molotov-Ribbentroppact niet veroordeelden, hoewel Cachin zelf hamerde op het gevaar van de Nazi's, werden hij en zijn partijgenoten in 1940 uit hun ambten ontzet. 
Na de oorlog hernam hij zijn rol bij L'Humanité, nam hij opnieuw plaats in het politiek bureau van de PCF en zetelde hij van 1946 tot zijn dood in 1958 in de Nationale Vergadering. In 1953 was hij nogmaals kandidaat in de presidentsverkiezingen. Hem werd in 1957 als eerste buitenlander de Leninorde toegekend. Bij zijn overlijden, op 88-jarige leeftijd, liep een rouwstoet van meer dan 100.000 deelnemers door de straten van Parijs. 